# Miserden Castle
Miserden Castle är ett slott i Storbritannien.   Det ligger i grevskapet Gloucestershire och riksdelen England, i den södra delen av landet, 140 km väster om huvudstaden London. Miserden Castle ligger 178 meter över havet.
Terrängen runt Miserden Castle är platt åt sydost, men åt nordväst är den kuperad. Runt Miserden Castle är det ganska tätbefolkat, med 78 invånare per kvadratkilometer. Närmaste större samhälle är Gloucester, 14,4 km nordväst om Miserden Castle. Trakten runt Miserden Castle består till största delen av jordbruksmark.